# مسجد کلات
مسجد کلات مربوط به دوره قاجار است و در شهرستان گناباد، روستای کلات واقع شده و این اثر در تاریخ ۱۳ بهمن ۱۳۸۸ با شمارهٔ ثبت ۲۹۰۴۸ به‌عنوان یکی از آثار ملی ایران به ثبت رسیده است.